# How High
How High es una película estadounidense de comedia de 2001, dirigida por Jesse Dylan  y protagonizada por los raperos Method Man y Redman en los roles principales. La cinta fue producida por Danny DeVito y otros asociados.

## Argumento
Dos muchachos aficionados a la marihuana, Silas P. Silas (Method Man) y Jamal King (Redman), deciden utilizar las cenizas de un amigo muerto, Ivory, (Chuck Davis) como fertilizante de una planta. Cuando fuman su primer porro de dicha planta, se les aparece el fantasma de Ivory, que les ayuda en sus exámenes para ingresar en la Universidad de Harvard, donde tendrán que adaptarse a la vida universitaria.

## Reparto
- Method Man como Silas P. Silas.
- Redman como Jamal King.
- Lark Voorhies como Lauren.
- Al Shearer como Necesito Pasta   " I need Money" .

- Chuck Deezy como Ivory.
- Chris Elwood como Bart.
- Essence Atkins como Jamie.
- T.J. Thyne como Gerald.
- Justin Urich como Jeffrey.
- Trieu Tran como El Niño Prodigio.
- Dennison Samaroo como Asesor Profesional.
- Tracey Walter como Profesora Wood.
- Garrett Morris
- Alem Brhan
- Amber Smith como Profesora Garr.
- Kathy Wagner como Intelectual.
- Melissa Peterman como Shelia Cain.
- Sacha Kemp como Hella Back.
- Martin Klebba como Invitado a fiesta.
- Judah Friedlander como Estudiante.
- Cypress Hill
- Chuck Liddell

Con la colaboración especial de:
- Obba Babatundé como Dean Cain.
- Mike Epps como Baby Powder.
- Fred Willard como Huntley.
- Anna Maria Horsford como Madre de Jamal.
- Spalding Gray como Profesor Jackson.
- Jeffrey Jones como Vicepresidente.
- Héctor Elizondo como Entrenador Bill.